# Limerick
Limerick (in inglese) o Luimneach (in irlandese, lett. "palude deserta") è una città della Repubblica d'Irlanda, situata nella parte sud-occidentale del paese, a ridosso della foce del fiume Shannon che la attraversa.
È capoluogo dell'omonima contea nella provincia storica di Munster.
Non felicemente stereotipata come «città dei coltelli» (stab city), può fregiarsi di un'antica tradizione sportiva: per il rugby, a tal punto che un tipo di azione di gioco si chiama garryowen come uno dei club della città, ma anche per lo hurling, sport diffusissimo nella nazione.
Nel 2022 la popolazione dell'area cittadina era di 102 287 abitanti.

## Storia

### Storia vichinga
Le prime informazioni certe di Limerick sono datate 812, quando con certezza era un insediamento vichingo situato su Inis Sibhtob (King's Island), un isolotto dello Siannon (Shannon), ma ci sono molti elementi che fanno presupporre l'esistenza dell'insediamento già molto tempo prima: ad esempio Claudio Tolomeo, in una mappa romana del 150 circa, mostra un insediamento sull'isola chiamato Regia, mentre è del 434 la visita nel luogo di San Patrizio per il battesimo di un signore locale, Carthann il Bello.
Il re vichingo Tomrair mac Ailchi, costruì il primo insediamento vichingo stabile su Inis Sibhtonn nel 922. Sorse essenzialmente come base per compiere razzie, specialmente di monasteri e costruzioni ecclesiastiche, lungo il corso dello Shannon e per raggiungere col medesimo scopo il Lough Derg e il Lough Ree. Nel 937 i vichinghi di Limerick si scontrarono in battaglia con quelli di Dublino nel Lough Ree e furono sopraffatti. Nel 943 vennero nuovamente sconfitti quando il capo del clan Dalcassian si accordò con Ceallachan, re del Munster, e i vichinghi di Limerick furono costretti a pagare tributi ai clan. Il potere di queste popolazioni non fu mai riportato in auge, e si ridussero col tempo a mero clan sempre meno influente; tuttavia, ebbero sempre un ruolo significativo nelle lotte per il potere.
L'arrivo degli Anglo-Normanni nella zona nel 1172 stravolse ogni cosa. Domhnall Mor O'Brien rase al suolo la città nel 1174 in un tentativo di sottrarla agli invasori, tuttavia questi ultimi la presero definitivamente nel 1195, sotto Giovanni d'Inghilterra. Nel 1197, una leggenda locale vuole che Limerick abbia ricevuto il suo primo statuto e il primo "sindaco", Adam Sarvant. Un castello, costruito per ordine di re Giovanni e ad egli intitolato, fu completato intorno al 1200.

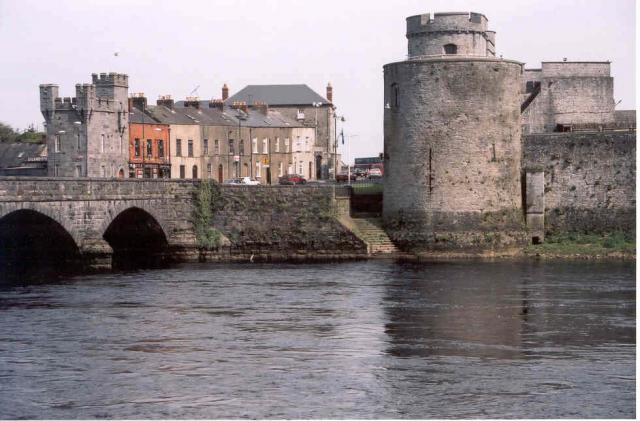
King John's Castle

Sotto la pace generalizzata imposta dal dominio normanno, Limerick prosperò come porto e centro di commerci. In questo periodo la città fu divisa in due zone ben distinte, la English Town ("città inglese") su King's Island, e l'Irish Town ("città irlandese") cresciuta sulla sponda meridionale del fiume. Un documento del 1574 preparato per degli ambasciatori spagnoli marca questo momento prosperoso:

### Assedi e trattato

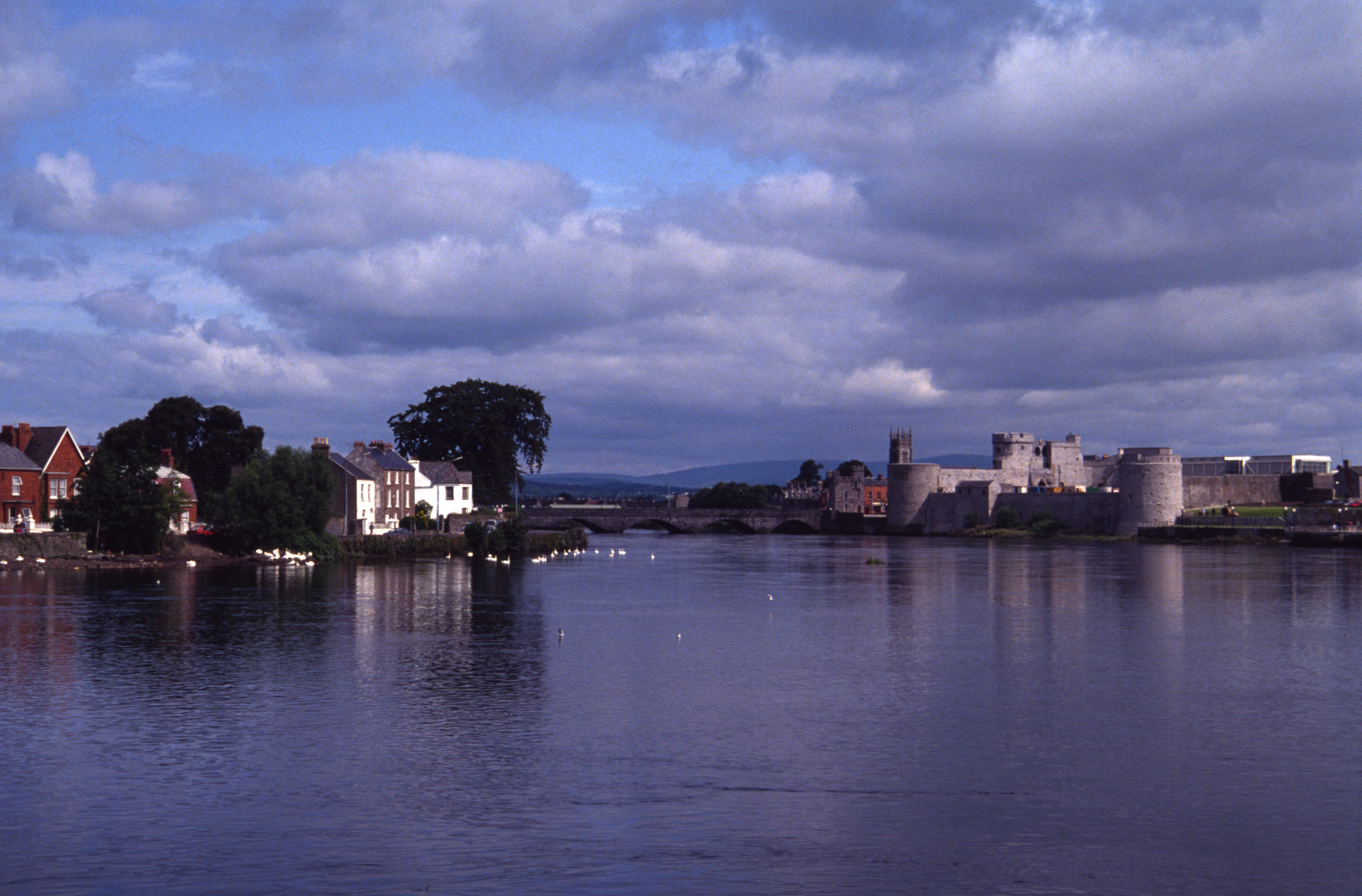
Il fiume Shannon e il King John's Castle

Limerick fu assediata varie volte nel XVII secolo. La prima volta avvenne nel 1642, quando gli Irlandesi Confederati s'impossessarono del King John's Castle liberandolo dalle truppe inglesi stanziate. La città fu assediata dalle armate di Oliver Cromwell comandate da Henry Ireton nel 1651. La città aveva appoggiato l'Irlanda Confederata sin dal 1642 ed era protetta da truppe dell'Ulster. I Confederati appoggiavano le pretese al trono di Carlo II, e gli assedianti lottarono per una repubblica parlamentare. Carestia e peste portarono alla morte di 5.000 residenti prima che Irishtown cadde sotto i bombardamenti dell'ottobre inoltrato di quell'anno.
Nella Guerra guglielmita, a seguito della Battaglia del Boyne nel 1690, le forze francesi e irlandesi (14.000 in totale) si riunirono di fronte alle mura di Limerick. Il tempo e le continue guerre avevano indebolito e devastato le fortificazioni un tempo fiere, al punto che le armate occupanti andavano dicendo che le mura sarebbero cadute anche colpendole con mele marce. Gli assedianti guglielmiti, 20.000 di numero, furono scacciati in un tentativo con armi da fuoco a breve gettata da Patrick Sarsfield. In combattimenti furiosi, i muri furono sbrecciati in tre occasioni, ma i difensori prevalsero e i loro oppositori si ritirarono a Waterford.
Le forze di Guglielmo tornarono nell'agosto del 1691. Limerick era ormai l'ultima roccaforte dei Giacobiti cattolici, sotto il comando di Sarsfield. I rinforzi promessi dalla Francia fallirono l'arrivo dal mare, provocando il massacro di 850 difensori sul Thomond Bridge, e la resa cittadina per la pace. Il 3 ottobre 1691 il famoso Trattato di Limerick fu firmato usando un'enorme pietra sul ponte come tavolo. Il trattato permetteva ai giacobiti di andarsene con pieni onori militari e salpare per la Francia, ma due giorni dopo arrivarono i rinforzi agognati. Sarsfield fu spinto a combattere ma rifiutò, insistendo di voler rispettare i patti. Sarsfield salpò per la Francia con 19.000 truppe formando la Irish Brigade (fenomeno chiamato Volo delle oche selvatiche). Dopo che queste forze lasciarono la città, i guglielmiti ripudiarono il trattato, fatto storico che fa venire ancora l'amaro in bocca a chi lo racconta in città.

### Storia moderna

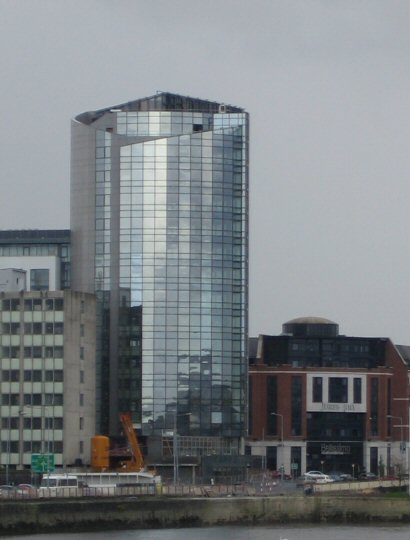
River Point
Il terzo edificio più alto d'Irlanda con 58 m di altezza.

Agli inizi del XVIII secolo Limerick era un importante porto britannico, molto attivo negli scambi atlantici che gli consentirono un'espansione considerevole, oltre che una certa prosperità. Molti edifici che ancora oggi possono essere apprezzati sono di questo periodo, come la House of Industry. Durante la Grande carestia irlandese, Limerick fu una delle città, grazie al commercio, che ne soffrì di meno, anche se gli influssi furono comunque pesanti.
Nel 1878 vi si insediò una comunità ebraica fuggita dalla Lituania, la quale fu dapprima accettata ma col tempo, inserendosi molto bene nei commerci, aspetto economico principale di Limerick, cominciò ad essere trattata con astio. Spinti dalla Chiesa Cattolica irlandese, gli abitanti cominciarono a compiere sporadiche ma emblematiche rappresaglie antisemite; sebbene gli ebrei avessero trovato appoggio dai protestanti, preferirono fuggire a Cork, o per insediarvisi o per salpare verso l'America. Questo fatto venne chiamato il "Pogrom di Limerick".
All'inizio del Novecento la storia di Limerick fu contrassegnata da lotte e guerre: inizialmente quello che fu chiamato Limerick Soviet, un boicottaggio di massa verso le truppe britanniche per protesta contro raid di arresti ed esecuzioni per coloro che si supponeva avessero avuto rapporti col Sinn Féin, a quel tempo popolare in città.
Dopo la guerra di indipendenza e le guerre mondiali, Limerick si ritrovò ad essere una città retrograda ed economicamente arretrata: alta emigrazione e disoccupazione erano diffusissime, mancavano industrie e l'unica vera fonte di lavoro terziaria era l'Aeroporto Internazionale di Shannon.
Dopo il periodo di fioritura economica detto della Celtic Tiger degli anni 1990, la situazione si è capovolta, approfittando di tutta la crescita economica irlandese, con la creazione di vari istituti, industrie e una modernizzazione continua della città.

## Clima
| Limerick            | Mesi | Mesi | Mesi | Mesi | Mesi | Mesi | Mesi | Mesi | Mesi | Mesi | Mesi | Mesi | Stagioni | Stagioni | Stagioni | Stagioni | Anno |
| Limerick            | Gen  | Feb  | Mar  | Apr  | Mag  | Giu  | Lug  | Ago  | Set  | Ott  | Nov  | Dic  | Inv      | Pri      | Est      | Aut      | Anno |
| ------------------- | ---- | ---- | ---- | ---- | ---- | ---- | ---- | ---- | ---- | ---- | ---- | ---- | -------- | -------- | -------- | -------- | ---- |
| T. max. media (°C)  | 8,1  | 8,5  | 10,4 | 12,7 | 15,3 | 17,8 | 19,5 | 19,2 | 17,2 | 14,1 | 10,5 | 8,9  | 8,5      | 12,8     | 18,8     | 13,9     | 13,5 |
| T. min. media (°C)  | 2,8  | 2,8  | 3,8  | 4,9  | 7,2  | 9,9  | 11,9 | 11,6 | 10,0 | 8,0  | 4,7  | 3,7  | 3,1      | 5,3      | 11,1     | 7,6      | 6,8  |
| Precipitazioni (mm) | 100  | 73   | 69   | 59   | 69   | 60   | 68   | 82   | 96   | 96   | 97   | 112  | 285      | 197      | 210      | 289      | 981  |

## Cultura

### Architettura

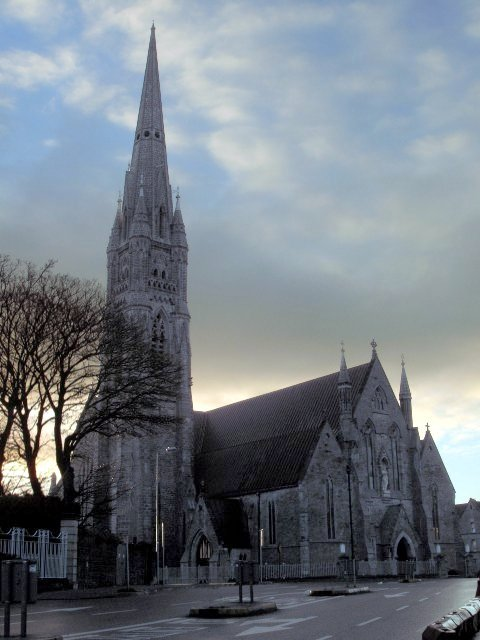
Cattedrale di San Giovanni
La chiesa più importante della città comprende la guglia più alta dell'isola d'Irlanda

Il centro cittadino è diviso nelle due antiche e tradizionali zone di "English Town" nella parte terminale meridionale di Kings Island, che include il castello, ed "Irish Town" che include le antiche strade sulla sponda meridionale del fiume, alle quali si aggiunge il centro economico chiamato "Newtown Perry". L'ultima zona fu costruita nel tardo XVIII secolo prima dell'Act of Union e, cosa inusuale per una città irlandese ed unica per Limerick, con una pianta molto regolare, formata da strade perpendicolari a griglia. Le aree suburbane, dove vive oggi la maggior parte della popolazione, sono cresciute partendo dal centro lungo le strade principali per Ennis (North Circular & Ennis Road areas /Caherdavin), Dublino (Castletroy e l'Università) e Cork (Ballinacurra / Dooradoyle /Raheen). Le case suburbane sono solitamente a due piani per singole famiglie. Queste furono costruite negli anni sessanta in grosse tenute da progetti del governo, sebbene ci siano vari esempi di Stile edoardiano e case antiche degli anni trenta.
Molta dell'architettura georgiana era evidente in città dal XIX secolo. Sebbene abbia subito molte demolizioni, gran parte del Newtown Perry ancora mostra palesi influenze dello stile. Importanti edifici architettonici sono il King John's Castle e la St Mary's Cathedral ad English Town e la St John's Cathedral. La prima cattedrale, vecchia più di 800 anni, è una delle più antiche chiese d'Irlanda, mentre la seconda, ben più moderna, è una delle più alte.
Uno dei musei più prestigiosi d'Irlanda, l'Hunt Museum, è situato nella storica Custom House del XVIII secolo. Il museo fu stabilito nella costruzione per contenere un'importante collezione di circa 2000 opere artistiche e antichità, tra le quali le fatiche di John e Gertrude Hunt. Opere principali la Antrim Cross del IX secolo, uno schizzo di Pablo Picasso e un cavallo di bronzo, attribuito a Leonardo da Vinci.

### Istruzione
Limerick è un importante centro d'istruzione superiore irlandese dopo Dublino e Cork, avendo una propria università e vari college.
La University of Limerick (UL), situata 5 km ad est del centro cittadino nel sobborgo di Castletroy, e rinomata a livello internazionale per l'ingegneria, tecnologia dell'informazione, scienza dei materiali, scienze motorie e sportive, scienze umanistiche, scienze sociali e musica (l'Irish World Music Centre specializza in musica e danza tradizionali, mentre la stessa UL ospita l'"Irish Chamber Orchestra"). La popolazione studentesca è di circa 12.000 persone.
Il Limerick Institute of Technology, situato a circa 3 km a nord-ovest del centro, è regionalmente apprezzato per gli affari, l'ingegneria e l'istruzione scientifica. Esso dispone anche di numerosi corsi sulle arti e sulla tecnica del disegno, alla Limerick School of Art and Design – campus di Clare Street (vicino al centro).
Il Mary Immaculate College, collegato alla University of Limerick, specializzato nelle arti, è poco più a sud-ovest della città. Il Thomond College of Education era una scuola prestigiosa per la formazione di insegnanti (di secondo livello) e fu integrato nell'università nel 1991.
L'istruzione primaria e secondaria in città è organizzata in maniera del tutto simile al resto d'Irlanda.

### Musica
Il famoso gruppo dei Cranberries è originario della città.

### Citazioni letterarie
Lo scrittore irlandese Laurence Sterne nel suo famoso e colossale romanzo Vita e opinioni di Tristram Shandy, gentiluomo cita più volte la città di Limerick e l'assedio del 1690, descrivendo le condizioni che infine provocarono la resa degli assedianti e la liberazione della guarnigione: " La città di Limerick, il cui assedio venne iniziato da sua maestà il re Guglielmo, sorge in mezzo a una campagna umida e paludosa, completamente circondata dallo Shannon e, per la sua posizione, è una delle roccaforti più inaccessibili dell'Irlanda (...) Durante l'assedio cadde una tale quantità di pioggia che tutto il paese era diventato una pozzanghera" (Milano, Arnoldo Mondadori Editore, 1992, Edizione Integrale, Vol.V, cap. XX, pagg.382-383).

## Infrastrutture e trasporti

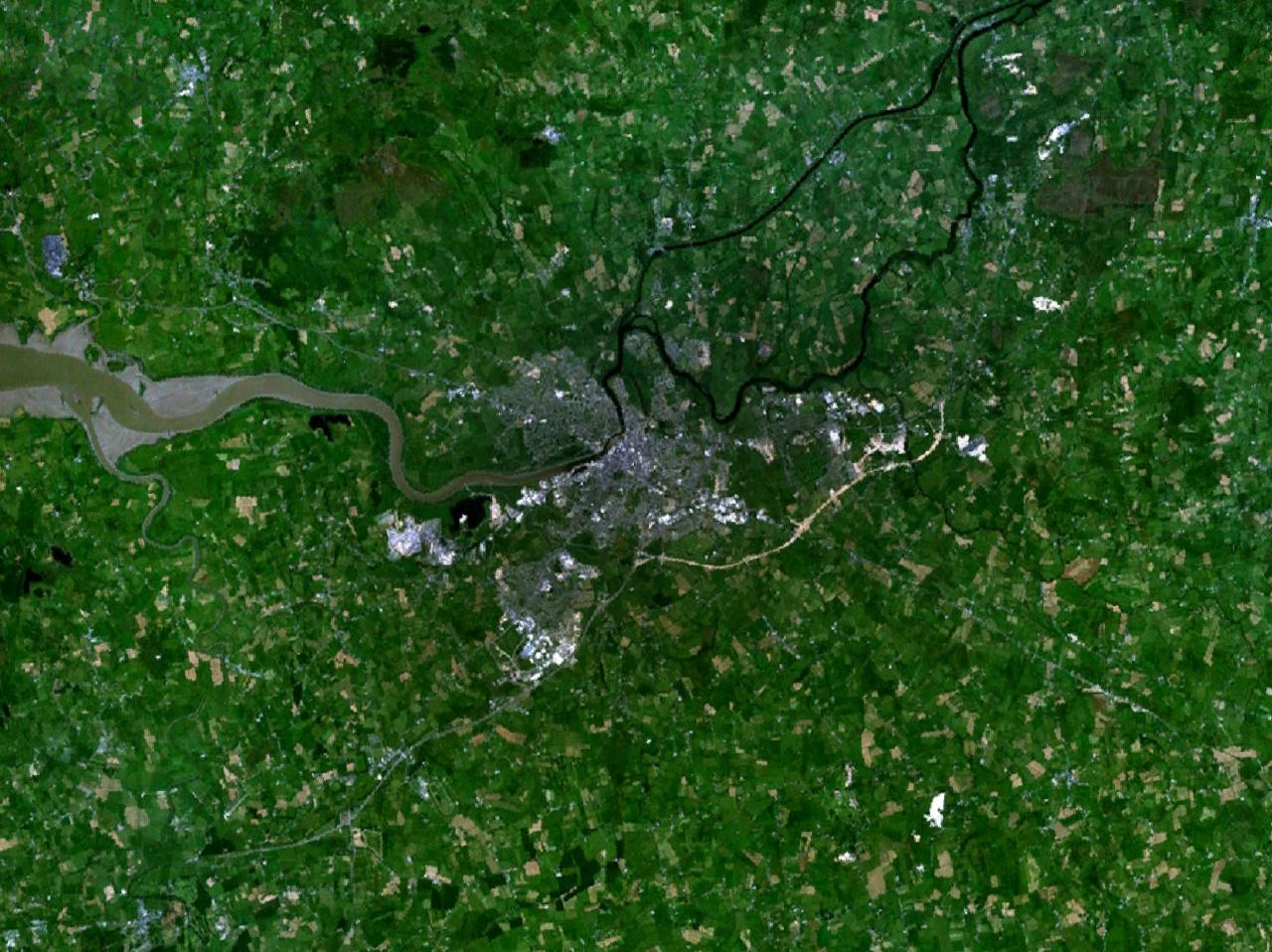
Limerick da satellite

Limerick è raggiunta quotidianamente da numerosi treni in arrivo dalle altre due maggiori città irlandesi, Cork e Dublino. Tre volte al giorno partono inoltre treni per Waterford, mentre frequenti sono anche i collegamenti con la vicina Ennis e alcune stazioni della contea di Tipperary.
L'aeroporto intercontinentale di Shannon è a soli 20 km e collega Limerick a molte località europee e nordamericane.

## Amministrazione

### Gemellaggi
Limerick è gemellata con:
- Quimper, dal 1981[6]
- Spokane, dal 1990
- Cloppenburg, dal 1970[7] (programma di scambio)